# Lorenzo Insigne
Lorenzo Insigne (Napoli, 4 giugno 1991) è un calciatore italiano, attaccante svincolato. Con la nazionale italiana è stato campione d'Europa nel 2021.
Ha legato la sua carriera principalmente al Napoli, club in cui è cresciuto calcisticamente e con cui ha vinto due Coppe Italia (2013-2014, di cui è stato capocannoniere a pari merito con altri giocatori, e 2019-2020) e una Supercoppa italiana (2014). Ha anche vinto un campionato di Serie B (2011-2012) con la maglia del Pescara.
Con la nazionale italiana Under-21 è stato vice-campione d'Europa di categoria nel 2013, mentre con la nazionale maggiore ha partecipato al campionato del mondo 2014, al campionato d'Europa 2016 e al vittorioso campionato d'Europa 2020.

## Biografia
È cresciuto a Frattamaggiore, comune dell'hinterland napoletano. Ha tre fratelli, anche loro calciatori: Antonio, Roberto e Marco. Si è sposato con Genoveffa il 31 dicembre 2012; la coppia ha tre figli.

## Caratteristiche tecniche
Nasce come esterno offensivo sinistro nel 4-3-3 disegnato da Zdeněk Zeman durante la sua militanza nel Foggia e nel Pescara. Sebbene prediliga fungere da ala sinistra, è un giocatore tatticamente versatile, capace di svariare su tutto il fronte d'attacco, per poi convergere e calciare in porta con il classico tiro a giro; nel corso degli anni ha notevolmente ampliato il proprio raggio d'azione, operando su tutto il versante offensivo come playmaker a supporto delle punte o come seconda punta.
Grazie alla sua ottima visione di gioco, contribuisce spesso all'azione di ripartenza con lanci in profondità, passaggi filtranti, rapide triangolazioni e assist ai compagni.
Abile battitore di calci di punizione e buon rigorista, nonostante la bassa statura, dispone di un fisico compatto e gambe forti che, grazie al baricentro basso, gli permettono di imprimere grande potenza ai tiri a giro, sua dote migliore. Rapido nel fraseggio, elegante nei tocchi di palla e puntuale nell'anticipo, è dotato di un dribbling secco e fulmineo, di cui si serve per liberarsi della pressione fisica avversaria.
È considerato come uno dei migliori giocatori italiani dell'ultimo decennio; buon finalizzatore, la sua rapidità gli consente di inserirsi negli spazi stretti, penetrare in area di rigore e dirigere le manovre d'attacco.

### Il "tiraggiro"
Ha contribuito a rendere celebre l'espressione "tiraggiro", neologismo entrato nel Vocabolario Treccani nel 2021 dopo essere divenuto di uso comune, con riferimento allo stesso Insigne o ai giocatori che ne imitavano la tecnica di tiro, durante il campionato d'Europa 2020. L'espressione, «adattamento del napoletano parlato tir a ggir», è definita dalla Treccani come «il tiro a giro, fatto colpendo il pallone in modo da imprimergli un forte effetto a rientrare»: tale esecuzione balistica, divenuta la più nota nel repertorio tecnico di Insigne, ha contribuito alla notorietà internazionale del giocatore.

## Carriera

### Club

#### Gli esordi nel Napoli
Nel 2006, a 15 anni compiuti, entra a far parte del settore giovanile del Napoli, che lo acquista dall'Olimpia Sant'Arpino per la cifra di 1 500 euro. Nel 2008 esordisce nella squadra Primavera, con cui realizza 15 reti nel campionato di categoria 2009-2010 e disputa il Torneo di Viareggio 2010, nel quale mette a segno due gol.
Muove i primi passi in prima squadra nell'estate 2009, a 18 anni, giocando alcune amichevoli con Roberto Donadoni sulla panchina partenopea. L'esordio ufficiale ha invece luogo il 24 gennaio 2010, sotto la guida di Walter Mazzarri (nel frattempo subentrato all'ex CT della nazionale italiana), durante la partita Livorno-Napoli (0-2), in cui Insigne sostituisce Germán Denis negli istanti finali della gara. Disputa la restante parte della stagione in prestito alla Cavese, in Lega Pro, dove totalizza 10 presenze.

#### Prestiti a Foggia e Pescara
La stagione successiva viene prelevato dal Foggia, ancora in terza serie e sempre con la formula del prestito. Mette a segno la prima rete da professionista il 14 agosto 2010, nella gara di Coppa Italia Lega Pro contro L’Aquila, mentre il 29 agosto successivo, nella sconfitta interna contro la Lucchese (2-3), mette a segno la prima rete nei campionati italiani. Tra le file dei rossoneri pugliesi, guidati da Zdeněk Zeman, colleziona 33 presenze e 19 reti in campionato, oltre a 7 reti in altrettante presenze nella Coppa Italia Lega Pro.
Nel 2011, a 20 anni, passa ancora a titolo temporaneo al Pescara, in Serie B, dove ritrova il tecnico boemo. Debutta nella seconda serie italiana alla prima di campionato contro il Verona, il 26 agosto, mentre il 4 settembre successivo realizza la sua prima rete in trasferta contro il Modena. In Serie B realizza 18 gol - vice-capocannoniere dei biancoazzurri alle spalle di Ciro Immobile - e 14 assist, numeri che lo rendono uno dei protagonisti assoluti della vittoria del campionato cadetto e della conseguente promozione in Serie A del club abruzzese. In virtù dell'ottima annata disputata, viene successivamente premiato come miglior giocatore della stagione di Serie B, nel corso del Gran Galà del calcio AIC, a pari merito con gli ex compagni di squadra Ciro Immobile e Marco Verratti.

#### Ritorno al Napoli

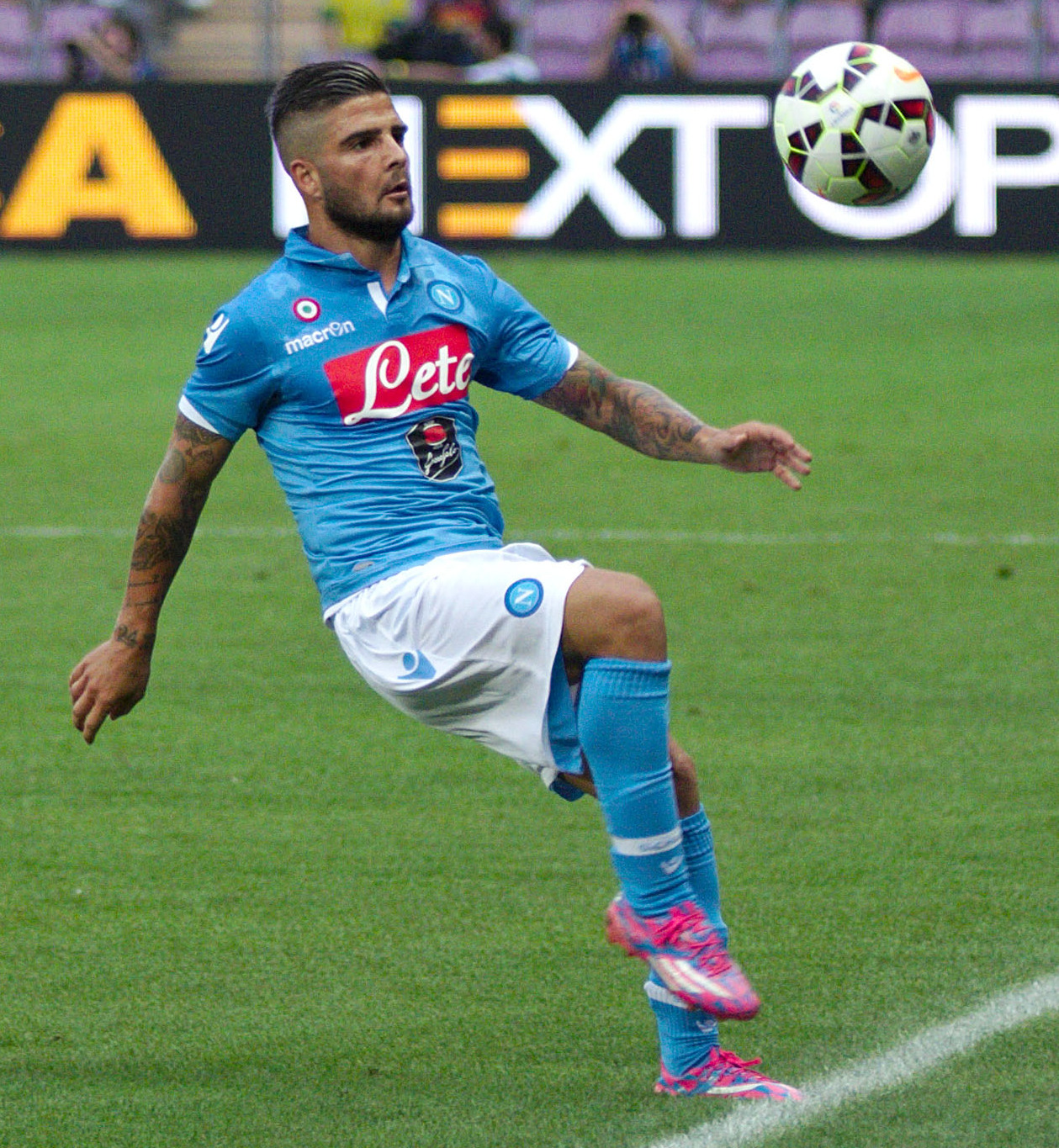
Insigne in palleggio nell'amichevole Barcellona-Napoli del 6 agosto 2014

Terminato il prestito al Pescara torna al Napoli, scegliendo la maglia numero 24. Il 16 settembre 2012 firma la prima rete in maglia azzurra e in Serie A nella gara interna contro il Parma, fissando il risultato sul definitivo 3-1 a favore dei partenopei, dopo essere subentrato ad Edinson Cavani. Quattro giorni dopo esordisce nelle competizioni UEFA per club, disputando da titolare la gara di UEFA Europa League contro gli svedesi dell'AIK, terminata 4-0 per gli azzurri. Il 13 gennaio 2013, nella gara interna contro il Palermo (terminata 3-0 per i partenopei), firma il quarto gol in campionato e gioca gli ultimi sei minuti di gara al fianco del fratello Roberto, debuttante nell'occasione in massima serie, 75 anni dopo l'ultima volta che il Napoli aveva schierato due fratelli in campo in Serie A: in quell'occasione, 16 maggio 1937, furono gli oriundi italo-argentini Antonio e Nicola Ferrara. Chiude la stagione con 5 reti e 7 assist in 37 partite di campionato, oltre ad una presenza in Coppa Italia e cinque in Europa League.
Il 18 settembre 2013 esordisce nella massima competizione europea, la UEFA Champions League, nella gara interna contro i tedeschi del Borussia Dortmund, in cui realizza anche la prima rete personale in Europa, siglando su calcio di punizione il secondo gol del Napoli, vittorioso per 2-1. Il 15 gennaio 2014 realizza contro l'Atalanta il primo gol in Coppa Italia con la maglia del Napoli. Il 27 febbraio 2014, grazie al gol nella gara di ritorno dei sedicesimi di finale di Europa League contro lo Swansea City (3-1 per i partenopei), il napoletano segna in tutte le competizioni a cui prende parte, diventando così il secondo calciatore italiano (dopo Antonio Di Natale) ad aver segnato in Serie A, Champions League, Europa League e Coppa Italia nella stessa stagione. Il 13 aprile, in occasione del match di campionato contro la Lazio, scende in campo per la prima volta in carriera con la fascia di capitano. Il 3 maggio seguente vince la Coppa Italia, siglando una doppietta nella vittoriosa (3-1) finale contro la Fiorentina allo Stadio Olimpico di Roma. Conclude la stagione con 9 reti in 51 presenze tra campionato e coppe; con i tre gol in Coppa Italia conquista, inoltre, il titolo di capocannoniere del torneo a pari merito con altri sei giocatori (tra cui il compagno di squadra José María Callejón).
Durante l'annata 2014-2015 riporta la rottura del legamento crociato anteriore del ginocchio destro, nel corso della gara di campionato disputata il 9 novembre 2014 contro la Fiorentina. A causa di questo infortunio non può essere convocato per la Supercoppa italiana a Doha, vinta contro la Juventus. Rientra il 4 aprile 2015, dopo circa 5 mesi di assenza, disputando i minuti finali della partita Roma-Napoli (1-0).
Nella stagione seguente arriva come nuovo allenatore Maurizio Sarri, figura decisiva per la consacrazione dell'attaccante partenopeo. Il successivo 26 settembre raggiunge le 100 presenze in Serie A con la maglia del Napoli, nella vittoria per 2-1 contro la Juventus al San Paolo, segnando nello stesso match il gol del momentaneo 1-0. Il 4 ottobre realizza la prima doppietta in Serie A nella partita vinta per 4-0 a San Siro contro il Milan. Il 10 dicembre dello stesso anno mette a segno la sua prima rete in Europa League, siglando il temporaneo 2-0 del Napoli contro il Legia Varsavia al San Paolo (partita poi terminata 5-2 per gli azzurri). Termina l'annata con 12 gol in campionato.

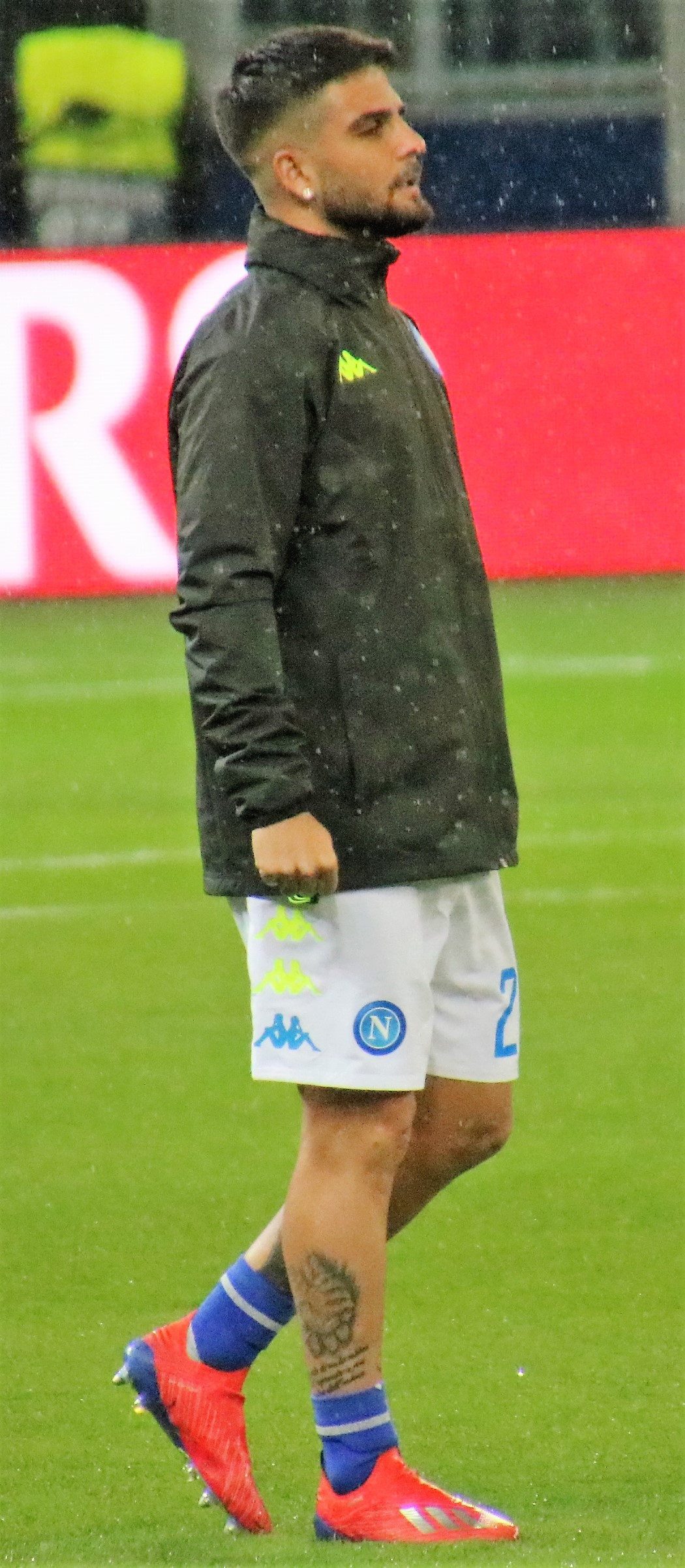
Insigne col Napoli nel 2019

Nella stagione successiva, con la partenza di Gonzalo Higuaín e l'infortunio occorso ad Arkadiusz Milik, viene impiegato in un inedito trio d'attacco con Dries Mertens e José Callejón. Nell'andata degli ottavi di finale della Champions League realizza un gol da circa 30 metri contro il Real Madrid al Bernabéu, rete che porta momentaneamente in vantaggio il Napoli, che sarà, tuttavia, sconfitto per 3-1. Alla fine del campionato migliora il proprio record personale in Serie A realizzando 18 reti, più una in Coppa Italia, nella semifinale di ritorno contro la Juventus, e quella in Spagna contro il Real Madrid. Termina quindi la stagione con 20 gol segnati in totale, mai così tanti dai tempi del Foggia e tanti quanti quelli realizzati nell'annata in Serie B con il Pescara.
La stagione 2017-2018 inizia con i preliminari di Champions League: il Napoli affronta il Nizza e, dopo il 2-0 del San Paolo, all'Allianz Riviera Insigne fissa il risultato sullo 0-2, risultato che consente ai partenopei di accedere alla fase a gironi. Nella fase a gruppi il calciatore apre le marcature in tutte e tre le partite casalinghe degli azzurri, contro Feyenoord (3-1), Manchester City (2-4) e Šachtar (3-0). Ciononostante, il Napoli fallisce la qualificazione agli ottavi di finale: giungendo terzo, il club campano accede comunque ai sedicesimi di finale di Europa League, dove, contro l'RB Lipsia, Insigne segna nella sfida di ritorno il gol del definitivo 0-2, insufficiente per ribaltare la sconfitta casalinga per 1-3 subita all'andata; a qualificarsi sono, infatti, i tedeschi, per via della regola dei gol fuori casa. Alla fine della stagione totalizza 48 presenze e 14 reti, di cui 8 in campionato, in cui va a segno contro Roma (sia all'andata che al ritorno) e Milan.
Durante la stagione 2018-2019, in cui sulla panchina del Napoli siede Carlo Ancelotti, Insigne diventa il nuovo capitano, dopo il trasferimento di Marek Hamšík alla squadra cinese del Dalian Yifang nel febbraio 2019. In questa annata, nonostante alcuni problemi fisici, l'attaccante partenopeo riesce comunque a totalizzare 41 presenze (28 in campionato, 2 in Coppa Italia, 5 in Europa League e 6 in UEFA Champions League), andando in rete per 14 volte (10 in campionato, 1 in Europa League e 3 in UEFA Champions League).
Nella stagione successiva, nel corso della quale Ancelotti viene sostituito, nel dicembre 2019, da Gennaro Gattuso, Insigne è decisivo nel percorso in Coppa Italia: il 14 gennaio 2020 segna su rigore entrambi i gol contro il Perugia agli ottavi di finale, il 21 gennaio segna il gol della vittoria per 1-0 ai quarti contro la Lazio, mentre il 13 giugno serve l'assist per il gol dell'1-1 di Mertens nella semifinale di ritorno contro l'Inter (il Napoli aveva vinto l'andata fuori casa per 0-1). Infine, quattro giorni dopo, vince da capitano la Coppa Italia, battendo in finale la Juventus ai rigori, dopo aver trasformato in rete il proprio tiro dal dischetto. Termina la stagione con 46 presenze e 13 gol realizzati (8 in campionato, 3 in Coppa italia e 2 in UEFA Champions League).
Nella stagione 2020-2021, alla 5ª giornata, il 25 ottobre, gioca contro il fratello Roberto nel derby vinto per 2-1 contro il Benevento allo stadio Vigorito; in questa partita entrambi i fratelli marcano un gol: per la seconda volta nella storia due fratelli che giocano in due squadre avversarie segnano nella stessa partita di Serie A (eguagliato quanto accaduto in Inter-Lazio della stagione 1949-1950, partita vinta dai padroni di casa per 2-1 e caratterizzata da due segnature dei fratelli Nyers, István per l'Inter e Ferenc per la Lazio). Il 20 gennaio 2021 Insigne disputa la finale di Supercoppa italiana persa per 2-0 contro la Juventus, nella quale fallisce un calcio di rigore. Il successivo 13 febbraio, nella gara di campionato contro i bianconeri allo stadio Maradona, realizza dal dischetto il gol decisivo per la vittoria (1-0); è la sua centesima marcatura con la maglia del Napoli. L'eccellente stagione del capitano azzurro è suggellata dall'elezione a miglior giocatore del mese di marzo da parte della Lega Serie A e dal gol del momentaneo 0-1 nella sfida del 16 maggio contro la Fiorentina (0-2), marcatura che gli consente di superare il personale record di gol in campionato, chiuso con 19 reti in 35 partite disputate.
Inizia l'annata 2021-2022 con un gol su rigore nella partita vinta per 2-0 contro il Venezia, alla prima giornata di Serie A. Il 15 maggio 2022, nella vittoria casalinga contro il Genoa (3-0), valida per la penultima giornata di campionato, mette a segno dal dischetto la 122ª rete in maglia azzurra, che gli consente di superare Marek Hamšík e diventare così il secondo miglior marcatore di sempre nella storia del Napoli, dietro solo a Dries Mertens. Conclude la sua ultima stagione con la squadra partenopea collezionando in totale 37 presenze e 13 gol.

#### Toronto FC
L'8 gennaio 2022 viene annunciato il suo trasferimento al Toronto FC, club della MLS, con decorrenza dal 1º luglio seguente. Fa il suo debutto da titolare con la nuova maglia il successivo 24 luglio, nella vittoria casalinga per 4-0 contro lo Charlotte FC. Tre giorni dopo, prende parte alla finale della coppa nazionale canadese contro i Vancouver Whitecaps, persa ai calci di rigore con un punteggio totale di 5-3. Il 6 agosto segna il suo primo gol in campionato, nella vittoria esterna contro il Nashville (3-4).
Il 1º luglio 2025, a tre anni di distanza dal suo arrivo in Canada,
risolve il proprio contratto con il Toronto, anticipando di un anno la naturale scadenza. Chiude così la parentesi canadese con 76 presenze, 19 gol e 18 assist complessivi.

### Nazionale

#### Nazionali giovanili
Colleziona 5 presenze e una rete con la nazionale italiana Under-20, con cui debutta il 17 novembre 2010, nella gara persa per 1-2 contro i pari età della Germania.
Esordisce con la selezione Under-21 il 6 ottobre 2011, nella partita contro il Liechtenstein, valida per le qualificazioni all'Europeo Under-21, siglando una doppietta con cui fissa il risultato sul definitivo 7-2 per gli azzurrini, oltre a fornire due assist. Alla sua seconda presenza in Under-21, contro la Turchia, viene espulso. Il 25 aprile 2012 va ancora in rete nell'amichevole vinta per 1-4 a Edimburgo contro la Scozia, con una punizione dal limite dell'area.
Sotto la guida del tecnico Devis Mangia, partecipa al campionato europeo Under-21 del 2013 in Israele. Il 5 giugno 2013 segna il gol della vittoria su calcio di punizione nella partita d'esordio nella manifestazione, contro l'Inghilterra (1-0). Nella seconda gara del girone, vinta per 4-0 contro i padroni di casa di Israele, si infortuna durante il primo tempo ed è costretto ad uscire dal campo. Nonostante ciò, recupera in tempo per la semifinale contro i Paesi Bassi, nella quale fornisce a Fabio Borini l'assist per il gol decisivo, che porta gli azzurrini in finale. Il 18 giugno disputa la finale, persa per 4-2 contro la Spagna, nella quale fornisce un altro assist a Borini per il secondo gol italiano.

#### Nazionale maggiore
Il 2 settembre 2012 il CT Cesare Prandelli lo convoca per la prima volta in nazionale maggiore, per le partite contro Bulgaria e Malta, valide per le qualificazioni al campionato del mondo del 2014. Esordisce il successivo 11 settembre, all'età di 21 anni, subentrando ad Alessandro Diamanti all'inizio del secondo tempo della gara vinta per 2-0 contro Malta a Modena.
Il 14 agosto 2013, alla seconda presenza, firma la prima rete in nazionale, nell'amichevole contro l'Argentina disputata allo stadio Olimpico di Roma, fissando il risultato sul definitivo 2-1 per i sudamericani. Il 6 settembre seguente gioca per la prima volta da titolare, nella gara interna contro la Bulgaria.

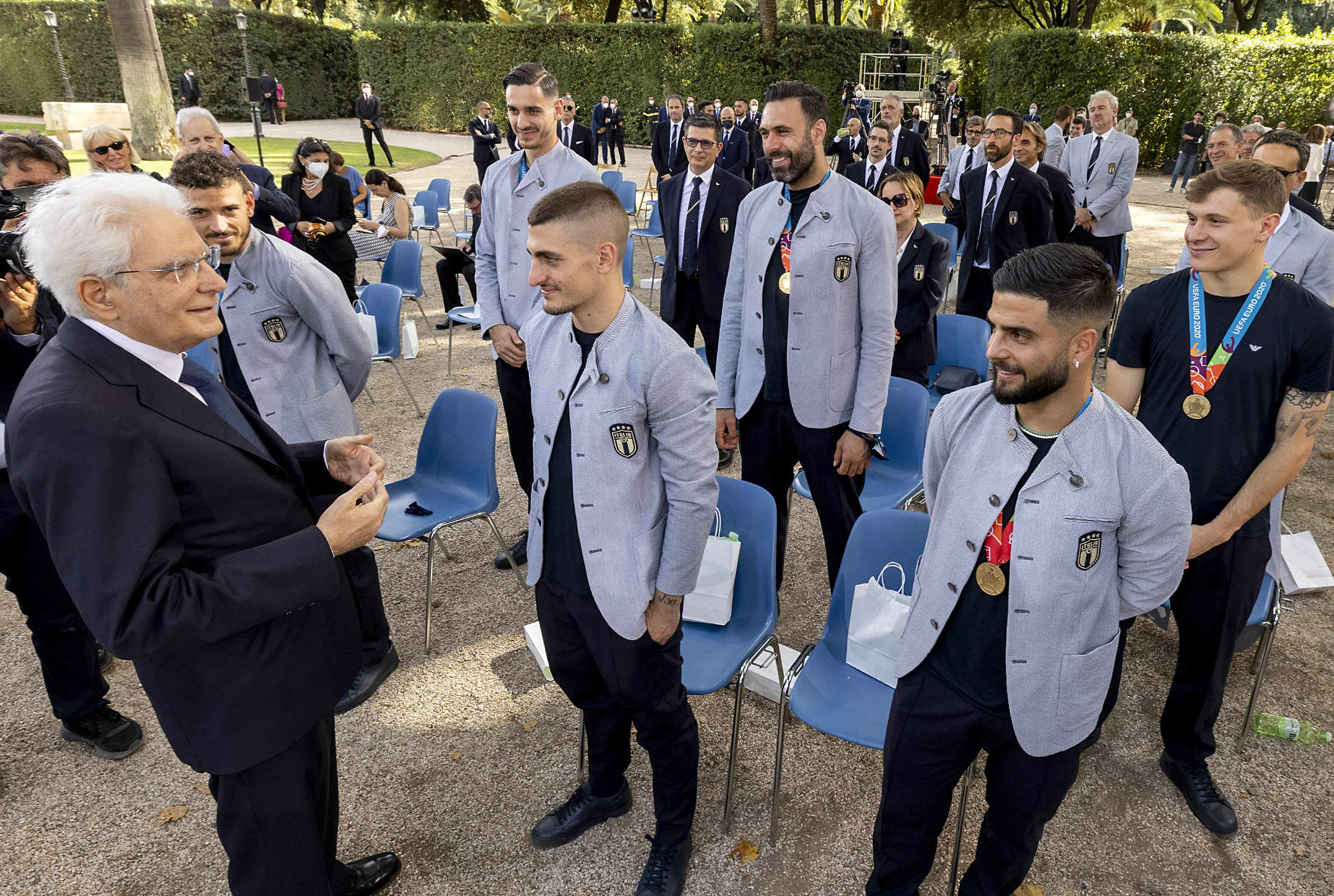
Insigne (ultimo a destra) e gli altri azzurri ricevuti ai giardini del Palazzo del Quirinale dal presidente italiano Mattarella dopo il vittorioso

Il 1º giugno 2014 viene inserito nella lista dei 23 convocati per il Mondiale in Brasile. Il 20 giugno seguente fa il suo esordio nella manifestazione, nella seconda partita del girone, persa per 1-0 contro la Costa Rica, subentrando al 57º minuto di gioco ad Antonio Candreva. Rimane la sua unica presenza nel torneo, con l'Italia che viene eliminata nella prima fase.
Inizialmente escluso nella gestione del CT Antonio Conte per via di infortuni e scelte tecniche, torna a giocare in nazionale quasi due anni dopo, il 24 marzo 2016, in un'amichevole contro la Spagna (1-1) ad Udine, durante la quale segna un gol dopo essere entrato in campo nella ripresa. Viene convocato per il campionato d'Europa 2016 in Francia, nel quale esordisce subentrando nella terza partita del girone, persa 1-0 contro l'Irlanda. Successivamente subentra anche durante le partite degli ottavi contro la Spagna e dei quarti contro la Germania, gara in cui mette a segno il primo dei tiri di rigore, al termine dei quali il match si decide in favore dei tedeschi.
L'11 giugno 2017, nella partita vinta per 5-0 contro il Liechtenstein, realizza la sua prima rete in una partita valida per le qualificazioni al mondiale del 2018, indossando per la prima volta la maglia numero 10. Il CT Gian Piero Ventura lo impiega in 6 partite delle qualificazioni mondiali, compresa la partita di andata del play-off persa 1-0 contro la Svezia, nella quale subentra nel secondo tempo. Insigne viene poi lasciato in panchina nella partita di ritorno, nella quale l'Italia viene eliminata.

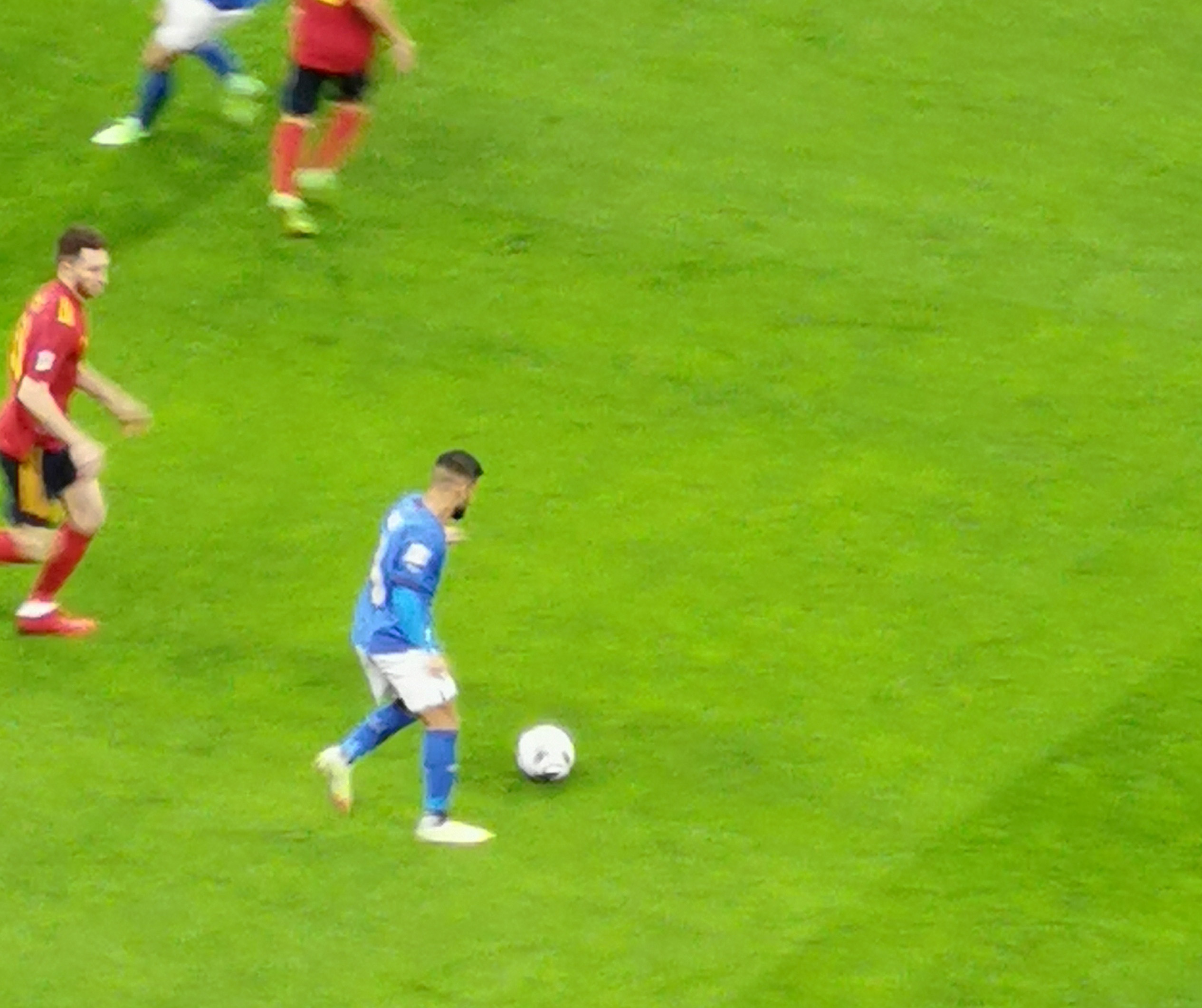
Insigne durante un'azione di gioco nella semifinale di UEFA Nations League 2020-2021 contro la Spagna

Il CT Roberto Mancini, in carica dal maggio 2018, gli dà fiducia e gli conferisce un ruolo preminente nel suo schema tattico. Il 4 giugno 2018 scende in campo per la prima volta con la fascia da capitano, nella partita amichevole pareggiata 1-1 contro i Paesi Bassi a Torino. L'8 giugno 2019 realizza il suo primo gol nelle qualificazioni al campionato d'Europa del 2020, nella gara vinta per 3-0 contro la Grecia ad Atene: si tratta della sua prima rete sotto la gestione Mancini. Autore di 3 gol nelle qualificazioni europee, si mette in luce anche nella fase a gironi della UEFA Nations League 2020-2021, contribuendo alla qualificazione dell'Italia alla fase finale.
Nel giugno 2021 viene convocato per l'Europeo, e nella partita inaugurale dell'11 giugno, giocata a Roma, realizza il gol del definitivo 3-0 contro la Turchia. Si ripete anche nei quarti di finale, realizzando il secondo gol italiano nella partita vinta per 2-1 contro il Belgio a Monaco di Baviera; quest'ultima rete viene successivamente considerata dalla UEFA come la seconda più bella della stagione 2020-2021. L'11 luglio seguente si laurea campione d'Europa al termine della finale di Wembley vinta ai rigori contro l'Inghilterra, dopo essere sceso in campo da titolare in sei delle sette gare disputate dall'Italia.
Il successivo 30 settembre viene inserito tra i 23 convocati per la fase finale della Nations League, dove gli Azzurri ottengono il terzo posto. Il 24 marzo 2022 scende in campo da titolare nella semifinale degli spareggi per la qualificazione al campionato del mondo 2022, persa per 1-0 contro la Macedonia del Nord a Palermo, risultato che sancisce l'eliminazione dell'Italia.
Dopo l'approdo al Toronto FC nell'estate 2022, il CT Mancini lo esclude dalle convocazioni per i successivi impegni, e quella contro la Macedonia del Nord rimane la sua ultima presenza in maglia azzurra. Conclude la sua esperienza in nazionale con 54 presenze e 10 gol.

## Statistiche

### Presenze e reti nei club
Statistiche aggiornate al 1º giugno 2025.
| Stagione          | Squadra           | Campionato        | Campionato | Campionato | Coppe nazionali | Coppe nazionali | Coppe nazionali | Coppe continentali | Coppe continentali | Coppe continentali | Altre coppe | Altre coppe | Altre coppe | Totale | Totale |
| Stagione          | Squadra           | Comp              | Pres       | Reti       | Comp            | Pres            | Reti            | Comp               | Pres               | Reti               | Comp        | Pres        | Reti        | Pres   | Reti   |
| ----------------- | ----------------- | ----------------- | ---------- | ---------- | --------------- | --------------- | --------------- | ------------------ | ------------------ | ------------------ | ----------- | ----------- | ----------- | ------ | ------ |
| 2009-feb. 2010    | Napoli            | A                 | 1          | 0          | CI              | 0               | 0               | -                  | -                  | -                  | -           | -           | -           | 1      | 0      |
| feb.-giu. 2010    | Cavese            | 1D                | 10         | 0          | CI+CI-LP        | 0+0             | 0               | -                  | -                  | -                  | -           | -           | -           | 10     | 0      |
| 2010-2011         | Foggia            | 1D                | 33         | 19         | CI-LP           | 7               | 7               | -                  | -                  | -                  | -           | -           | -           | 40     | 26     |
| 2011-2012         | Pescara           | B                 | 37         | 18         | CI              | 1               | 2               | -                  | -                  | -                  | -           | -           | -           | 38     | 20     |
| 2012-2013         | Napoli            | A                 | 37         | 5          | CI              | 1               | 0               | UEL                | 5                  | 0                  | SI          | 0           | 0           | 43     | 5      |
| 2013-2014         | Napoli            | A                 | 36         | 3          | CI              | 5               | 3               | UCL+UEL            | 6+4                | 2+1                | -           | -           | -           | 51     | 9      |
| 2014-2015         | Napoli            | A                 | 20         | 2          | CI              | 1               | 0               | UCL+UEL            | 2+5                | 0                  | SI          | 0           | 0           | 28     | 2      |
| 2015-2016         | Napoli            | A                 | 37         | 12         | CI              | 0               | 0               | UEL                | 5                  | 1                  | -           | -           | -           | 42     | 13     |
| 2016-2017         | Napoli            | A                 | 37         | 18         | CI              | 4               | 1               | UCL                | 8                  | 1                  | -           | -           | -           | 49     | 20     |
| 2017-2018         | Napoli            | A                 | 37         | 8          | CI              | 2               | 1               | UCL+UEL            | 7+2                | 4+1                | -           | -           | -           | 48     | 14     |
| 2018-2019         | Napoli            | A                 | 28         | 10         | CI              | 2               | 0               | UCL+UEL            | 6+5                | 3+1                | -           | -           | -           | 41     | 14     |
| 2019-2020         | Napoli            | A                 | 37         | 8          | CI              | 4               | 3               | UCL                | 5                  | 2                  | -           | -           | -           | 46     | 13     |
| 2020-2021         | Napoli            | A                 | 35         | 19         | CI              | 4               | 0               | UEL                | 8                  | 0                  | SI          | 1           | 0           | 48     | 19     |
| 2021-2022         | Napoli            | A                 | 32         | 11         | CI              | 0               | 0               | UEL                | 5                  | 2                  | -           | -           | -           | 37     | 13     |
| Totale Napoli     | Totale Napoli     | Totale Napoli     | 337        | 96         |                 | 23              | 8               |                    | 73                 | 18                 |             | 1           | 0           | 434    | 122    |
| lug.-dic. 2022    | Toronto FC        | MLS               | 11         | 6          | CC              | 1               | 0               | -                  | -                  | -                  | -           | -           | -           | 12     | 6      |
| 2023              | Toronto FC        | MLS               | 20         | 4          | CC              | 1               | 1               | -                  | -                  | -                  | LC          | 0           | 0           | 21     | 5      |
| 2024              | Toronto FC        | MLS               | 23         | 4          | CC              | 4               | 1               | -                  | -                  | -                  | LC          | 3           | 2           | 30     | 7      |
| gen.-giu. 2025    | Toronto FC        | MLS               | 12         | 1          | CC              | 1               | 0               | -                  | -                  | -                  | -           | -           | -           | 13     | 1      |
| Totale Toronto FC | Totale Toronto FC | Totale Toronto FC | 66         | 15         |                 | 7               | 2               |                    | -                  | -                  |             | 3           | 2           | 76     | 19     |
| Totale carriera   | Totale carriera   | Totale carriera   | 484        | 148        |                 | 38              | 19              |                    | 73                 | 18                 |             | 4           | 2           | 599    | 187    |

### Cronologia presenze e reti in nazionale
| Cronologia completa delle presenze e delle reti in nazionale ― Italia | Cronologia completa delle presenze e delle reti in nazionale ― Italia | Cronologia completa delle presenze e delle reti in nazionale ― Italia | Cronologia completa delle presenze e delle reti in nazionale ― Italia | Cronologia completa delle presenze e delle reti in nazionale ― Italia | Cronologia completa delle presenze e delle reti in nazionale ― Italia | Cronologia completa delle presenze e delle reti in nazionale ― Italia | Cronologia completa delle presenze e delle reti in nazionale ― Italia |
| Data                                                                  | Città                                                                 | In casa                                                               | Risultato                                                             | Ospiti                                                                | Competizione                                                          | Reti                                                                  | Note                                                                  |
| --------------------------------------------------------------------- | --------------------------------------------------------------------- | --------------------------------------------------------------------- | --------------------------------------------------------------------- | --------------------------------------------------------------------- | --------------------------------------------------------------------- | --------------------------------------------------------------------- | --------------------------------------------------------------------- |
| 11-9-2012                                                             | Modena                                                                | Italia                                                                | 2 – 0                                                                 | Malta                                                                 | Qual. Mondiali 2014                                                   | -                                                                     | 46’                                                                   |
| 14-8-2013                                                             | Roma                                                                  | Italia                                                                | 1 – 2                                                                 | Argentina                                                             | Amichevole                                                            | 1                                                                     | 46’                                                                   |
| 6-9-2013                                                              | Palermo                                                               | Italia                                                                | 1 – 0                                                                 | Bulgaria                                                              | Qual. Mondiali 2014                                                   | -                                                                     | 67’                                                                   |
| 15-10-2013                                                            | Napoli                                                                | Italia                                                                | 2 – 2                                                                 | Armenia                                                               | Qual. Mondiali 2014                                                   | -                                                                     |                                                                       |
| 4-6-2014                                                              | Perugia                                                               | Italia                                                                | 1 – 1                                                                 | Lussemburgo                                                           | Amichevole                                                            | -                                                                     | 78’                                                                   |
| 20-6-2014                                                             | Recife                                                                | Italia                                                                | 0 – 1                                                                 | Costa Rica                                                            | Mondiali 2014 - 1º turno                                              | -                                                                     | 57’                                                                   |
| 24-3-2016                                                             | Udine                                                                 | Italia                                                                | 1 – 1                                                                 | Spagna                                                                | Amichevole                                                            | 1                                                                     | 51’                                                                   |
| 29-3-2016                                                             | Monaco di Baviera                                                     | Germania                                                              | 4 – 1                                                                 | Italia                                                                | Amichevole                                                            | -                                                                     | 68’                                                                   |
| 29-5-2016                                                             | Ta' Qali                                                              | Italia                                                                | 1 – 0                                                                 | Scozia                                                                | Amichevole                                                            | -                                                                     | 59’                                                                   |
| 22-6-2016                                                             | Lilla                                                                 | Italia                                                                | 0 – 1                                                                 | Irlanda                                                               | Euro 2016 - 1º turno                                                  | -                                                                     | 74’ 90+1’                                                             |
| 27-6-2016                                                             | Saint-Denis                                                           | Italia                                                                | 2 – 0                                                                 | Spagna                                                                | Euro 2016 - Ottavi di finale                                          | -                                                                     | 82’                                                                   |
| 2-7-2016                                                              | Bordeaux                                                              | Germania                                                              | 1 – 1 dts (6 – 5 dtr)                                                 | Italia                                                                | Euro 2016 - Quarti di finale                                          | -                                                                     | 108’                                                                  |
| 12-11-2016                                                            | Vaduz                                                                 | Liechtenstein                                                         | 0 – 4                                                                 | Italia                                                                | Qual. Mondiali 2018                                                   | -                                                                     | 66’                                                                   |
| 24-3-2017                                                             | Palermo                                                               | Italia                                                                | 2 – 0                                                                 | Albania                                                               | Qual. Mondiali 2018                                                   | -                                                                     |                                                                       |
| 7-6-2017                                                              | Nizza                                                                 | Italia                                                                | 3 – 0                                                                 | Uruguay                                                               | Amichevole                                                            | -                                                                     | 64’                                                                   |
| 11-6-2017                                                             | Udine                                                                 | Italia                                                                | 5 – 0                                                                 | Liechtenstein                                                         | Qual. Mondiali 2018                                                   | 1                                                                     |                                                                       |
| 2-9-2017                                                              | Madrid                                                                | Spagna                                                                | 3 – 0                                                                 | Italia                                                                | Qual. Mondiali 2018                                                   | -                                                                     |                                                                       |
| 5-9-2017                                                              | Reggio Emilia                                                         | Italia                                                                | 1 – 0                                                                 | Israele                                                               | Qual. Mondiali 2018                                                   | -                                                                     |                                                                       |
| 6-10-2017                                                             | Torino                                                                | Italia                                                                | 1 – 1                                                                 | Macedonia                                                             | Qual. Mondiali 2018                                                   | -                                                                     |                                                                       |
| 9-10-2017                                                             | Scutari                                                               | Albania                                                               | 0 – 1                                                                 | Italia                                                                | Qual. Mondiali 2018                                                   | -                                                                     | 90+2’                                                                 |
| 10-11-2017                                                            | Solna                                                                 | Svezia                                                                | 1 – 0                                                                 | Italia                                                                | Qual. Mondiali 2018                                                   | -                                                                     | 76’                                                                   |
| 23-3-2018                                                             | Manchester                                                            | Argentina                                                             | 2 – 0                                                                 | Italia                                                                | Amichevole                                                            | -                                                                     |                                                                       |
| 27-3-2018                                                             | Londra                                                                | Inghilterra                                                           | 1 – 1                                                                 | Italia                                                                | Amichevole                                                            | 1                                                                     |                                                                       |
| 28-5-2018                                                             | San Gallo                                                             | Italia                                                                | 2 – 1                                                                 | Arabia Saudita                                                        | Amichevole                                                            | -                                                                     | 84’                                                                   |
| 1-6-2018                                                              | Nizza                                                                 | Francia                                                               | 3 – 1                                                                 | Italia                                                                | Amichevole                                                            | -                                                                     | 74’                                                                   |
| 4-6-2018                                                              | Torino                                                                | Italia                                                                | 1 – 1                                                                 | Paesi Bassi                                                           | Amichevole                                                            | -                                                                     | Cap. 70’                                                              |
| 7-9-2018                                                              | Bologna                                                               | Italia                                                                | 1 – 1                                                                 | Polonia                                                               | UEFA Nations League 2018-2019 - 1º turno                              | -                                                                     | 72’                                                                   |
| 10-10-2018                                                            | Genova                                                                | Italia                                                                | 1 – 1                                                                 | Ucraina                                                               | Amichevole                                                            | -                                                                     | 78’                                                                   |
| 14-10-2018                                                            | Chorzów                                                               | Polonia                                                               | 0 – 1                                                                 | Italia                                                                | UEFA Nations League 2018-2019 - 1º turno                              | -                                                                     |                                                                       |
| 17-11-2018                                                            | Milano                                                                | Italia                                                                | 0 – 0                                                                 | Portogallo                                                            | UEFA Nations League 2018-2019 - 1º turno                              | -                                                                     |                                                                       |
| 8-6-2019                                                              | Atene                                                                 | Grecia                                                                | 0 – 3                                                                 | Italia                                                                | Qual. Euro 2020                                                       | 1                                                                     |                                                                       |
| 11-6-2019                                                             | Torino                                                                | Italia                                                                | 2 – 1                                                                 | Bosnia ed Erzegovina                                                  | Qual. Euro 2020                                                       | 1                                                                     |                                                                       |
| 12-10-2019                                                            | Roma                                                                  | Italia                                                                | 2 – 0                                                                 | Grecia                                                                | Qual. Euro 2020                                                       | -                                                                     |                                                                       |
| 15-11-2019                                                            | Zenica                                                                | Bosnia ed Erzegovina                                                  | 0 – 3                                                                 | Italia                                                                | Qual. Euro 2020                                                       | 1                                                                     | 87’                                                                   |
| 4-9-2020                                                              | Firenze                                                               | Italia                                                                | 1 – 1                                                                 | Bosnia ed Erzegovina                                                  | UEFA Nations League 2020-2021 - 1º turno                              | -                                                                     |                                                                       |
| 7-9-2020                                                              | Amsterdam                                                             | Paesi Bassi                                                           | 0 – 1                                                                 | Italia                                                                | UEFA Nations League 2020-2021 - 1º turno                              | -                                                                     | 90’                                                                   |
| 15-11-2020                                                            | Reggio Emilia                                                         | Italia                                                                | 2 – 0                                                                 | Polonia                                                               | UEFA Nations League 2020-2021 - 1º turno                              | -                                                                     | 88’                                                                   |
| 18-11-2020                                                            | Sarajevo                                                              | Bosnia ed Erzegovina                                                  | 0 – 2                                                                 | Italia                                                                | UEFA Nations League 2020-2021 - 1º turno                              | -                                                                     | 90+3’                                                                 |
| 25-3-2021                                                             | Parma                                                                 | Italia                                                                | 2 – 0                                                                 | Irlanda del Nord                                                      | Qual. Mondiali 2022                                                   | -                                                                     | 84’                                                                   |
| 28-3-2021                                                             | Sofia                                                                 | Bulgaria                                                              | 0 – 2                                                                 | Italia                                                                | Qual. Mondiali 2022                                                   | -                                                                     |                                                                       |
| 4-6-2021                                                              | Bologna                                                               | Italia                                                                | 4 – 0                                                                 | Rep. Ceca                                                             | Amichevole                                                            | 1                                                                     |                                                                       |
| 11-6-2021                                                             | Roma                                                                  | Turchia                                                               | 0 – 3                                                                 | Italia                                                                | Euro 2020 - 1º turno                                                  | 1                                                                     | 81’                                                                   |
| 16-6-2021                                                             | Roma                                                                  | Italia                                                                | 3 – 0                                                                 | Svizzera                                                              | Euro 2020 - 1º turno                                                  | -                                                                     | 69’                                                                   |
| 26-6-2021                                                             | Londra                                                                | Italia                                                                | 2 – 1 dts                                                             | Austria                                                               | Euro 2020 - Ottavi di finale                                          | -                                                                     | 108’                                                                  |
| 2-7-2021                                                              | Monaco di Baviera                                                     | Belgio                                                                | 1 – 2                                                                 | Italia                                                                | Euro 2020 - Quarti di finale                                          | 1                                                                     | 79’                                                                   |
| 6-7-2021                                                              | Londra                                                                | Italia                                                                | 1 – 1 dts (4 – 2 dtr)                                                 | Spagna                                                                | Euro 2020 - Semifinale                                                | -                                                                     | 85’                                                                   |
| 11-7-2021                                                             | Londra                                                                | Italia                                                                | 1 – 1 dts (3 – 2 dtr)                                                 | Inghilterra                                                           | Euro 2020 - Finale                                                    | -                                                                     | 84’ 91’                                                               |
| 2-9-2021                                                              | Firenze                                                               | Italia                                                                | 1 – 1                                                                 | Bulgaria                                                              | Qual. Mondiali 2022                                                   | -                                                                     | 75’                                                                   |
| 5-9-2021                                                              | Basilea                                                               | Svizzera                                                              | 0 – 0                                                                 | Italia                                                                | Qual. Mondiali 2022                                                   | -                                                                     | 90’                                                                   |
| 6-10-2021                                                             | Milano                                                                | Italia                                                                | 1 – 2                                                                 | Spagna                                                                | UEFA Nations League 2020-2021 - Semifinale                            | -                                                                     | 58’                                                                   |
| 10-10-2021                                                            | Torino                                                                | Italia                                                                | 2 – 1                                                                 | Belgio                                                                | UEFA Nations League 2020-2021 - Finale 3º posto                       | -                                                                     | 90+1’                                                                 |
| 12-11-2021                                                            | Roma                                                                  | Italia                                                                | 1 – 1                                                                 | Svizzera                                                              | Qual. Mondiali 2022                                                   | -                                                                     | 47’ 79’                                                               |
| 15-11-2021                                                            | Belfast                                                               | Irlanda del Nord                                                      | 0 – 0                                                                 | Italia                                                                | Qual. Mondiali 2022                                                   | -                                                                     | 68’                                                                   |
| 24-3-2022                                                             | Palermo                                                               | Italia                                                                | 0 – 1                                                                 | Macedonia del Nord                                                    | Qual. Mondiali 2022                                                   | -                                                                     | 64’                                                                   |
| Totale                                                                |                                                                       | Presenze                                                              | 54                                                                    |                                                                       | Reti                                                                  | 10                                                                    |                                                                       |

| Cronologia completa delle presenze e delle reti in nazionale ― Italia under 21 | Cronologia completa delle presenze e delle reti in nazionale ― Italia under 21 | Cronologia completa delle presenze e delle reti in nazionale ― Italia under 21 | Cronologia completa delle presenze e delle reti in nazionale ― Italia under 21 | Cronologia completa delle presenze e delle reti in nazionale ― Italia under 21 | Cronologia completa delle presenze e delle reti in nazionale ― Italia under 21 | Cronologia completa delle presenze e delle reti in nazionale ― Italia under 21 | Cronologia completa delle presenze e delle reti in nazionale ― Italia under 21 |
| Data                                                                           | Città                                                                          | In casa                                                                        | Risultato                                                                      | Ospiti                                                                         | Competizione                                                                   | Reti                                                                           | Note                                                                           |
| ------------------------------------------------------------------------------ | ------------------------------------------------------------------------------ | ------------------------------------------------------------------------------ | ------------------------------------------------------------------------------ | ------------------------------------------------------------------------------ | ------------------------------------------------------------------------------ | ------------------------------------------------------------------------------ | ------------------------------------------------------------------------------ |
| 6-10-2011                                                                      | Vaduz                                                                          | Liechtenstein under 21                                                         | 2 – 7                                                                          | Italia under 21                                                                | Qual. Europeo Under-21 2013                                                    | 2                                                                              |                                                                                |
| 11-10-2011                                                                     | Rieti                                                                          | Italia under 21                                                                | 2 – 0                                                                          | Turchia under 21                                                               | Qual. Europeo Under-21 2013                                                    | -                                                                              |                                                                                |
| 28-2-2012                                                                      | Cannes                                                                         | Francia under 21                                                               | 1 – 1                                                                          | Italia under 21                                                                | Amichevole                                                                     | -                                                                              |                                                                                |
| 25-4-2012                                                                      | Edimburgo                                                                      | Scozia under 21                                                                | 1 – 4                                                                          | Italia under 21                                                                | Amichevole                                                                     | 1                                                                              |                                                                                |
| 4-6-2012                                                                       | Sligo                                                                          | Irlanda under 21                                                               | 2 – 2                                                                          | Italia under 21                                                                | Qual. Europeo Under-21 2013                                                    | -                                                                              |                                                                                |
| 15-8-2012                                                                      | Leeuwarden                                                                     | Paesi Bassi under 21                                                           | 0 – 3                                                                          | Italia under 21                                                                | Amichevole                                                                     | 1                                                                              |                                                                                |
| 12-10-2012                                                                     | Pescara                                                                        | Italia under 21                                                                | 1 – 0                                                                          | Svezia under 21                                                                | Qual. Europeo Under-21 2013                                                    | -                                                                              |                                                                                |
| 16-10-2012                                                                     | Kalmar                                                                         | Svezia under 21                                                                | 2 – 3                                                                          | Italia under 21                                                                | Qual. Europeo Under-21 2013                                                    | 1                                                                              |                                                                                |
| 6-2-2013                                                                       | Andria                                                                         | Italia under 21                                                                | 1 – 0                                                                          | Germania under 21                                                              | Amichevole                                                                     | -                                                                              |                                                                                |
| 22-3-2013                                                                      | Cittadella                                                                     | Italia under 21                                                                | 2 – 0                                                                          | Russia under 21                                                                | Amichevole                                                                     | 1                                                                              |                                                                                |
| 25-3-2013                                                                      | Bassano del Grappa                                                             | Italia under 21                                                                | 1 – 0                                                                          | Ucraina under 21                                                               | Amichevole                                                                     | -                                                                              |                                                                                |
| 5-6-2013                                                                       | Tel Aviv                                                                       | Inghilterra under 21                                                           | 0 – 1                                                                          | Italia under 21                                                                | Europeo Under-21 2013 - 1º turno                                               | 1                                                                              |                                                                                |
| 8-6-2013                                                                       | Tel Aviv                                                                       | Italia under 21                                                                | 4 – 0                                                                          | Israele under 21                                                               | Europeo Under-21 2013 - 1º turno                                               | -                                                                              |                                                                                |
| 15-6-2013                                                                      | Petah Tiqwa                                                                    | Italia under 21                                                                | 1 – 0                                                                          | Paesi Bassi under 21                                                           | Europeo Under-21 2013 - Semifinale                                             | -                                                                              |                                                                                |
| 18-6-2013                                                                      | Gerusalemme                                                                    | Italia under 21                                                                | 2 – 4                                                                          | Spagna under 21                                                                | Europeo Under-21 2013 - Finale                                                 | -                                                                              |                                                                                |
| Totale                                                                         |                                                                                | Presenze                                                                       | 15                                                                             |                                                                                | Reti                                                                           | 7                                                                              |                                                                                |

## Palmarès

### Club
- Campionato italiano di Serie B: 1

Pescara: 2011-2012
- Coppa Italia: 2

Napoli: 2013-2014, 2019-2020
- Supercoppa italiana: 1

Napoli: 2014

### Nazionale
- Campionato d'Europa: 1

Europa 2020

### Individuale
- Gran Galà del calcio AIC: 1

Miglior calciatore della Serie B: 2012
- Capocannoniere della Coppa Italia Lega Pro: 1

2010-2011 (7 gol)
- Capocannoniere della Coppa Italia: 1

2013-2014 (3 gol)